# Emma Moffatt
Emma Moffatt (ur. 7 września 1984 w Moree) – australijska triathlonistka, brązowa medalistka olimpijska, mistrzyni świata w triathlonie z lat 2009 i 2010.
Największym jej sukcesem jest brązowy medal igrzysk olimpijskich w Pekinie. Zwyciężyła klasyfikację generalną Mistrzostw Świata w triathlonie w 2009 i 2010.